# Автомобильная промышленность Египта

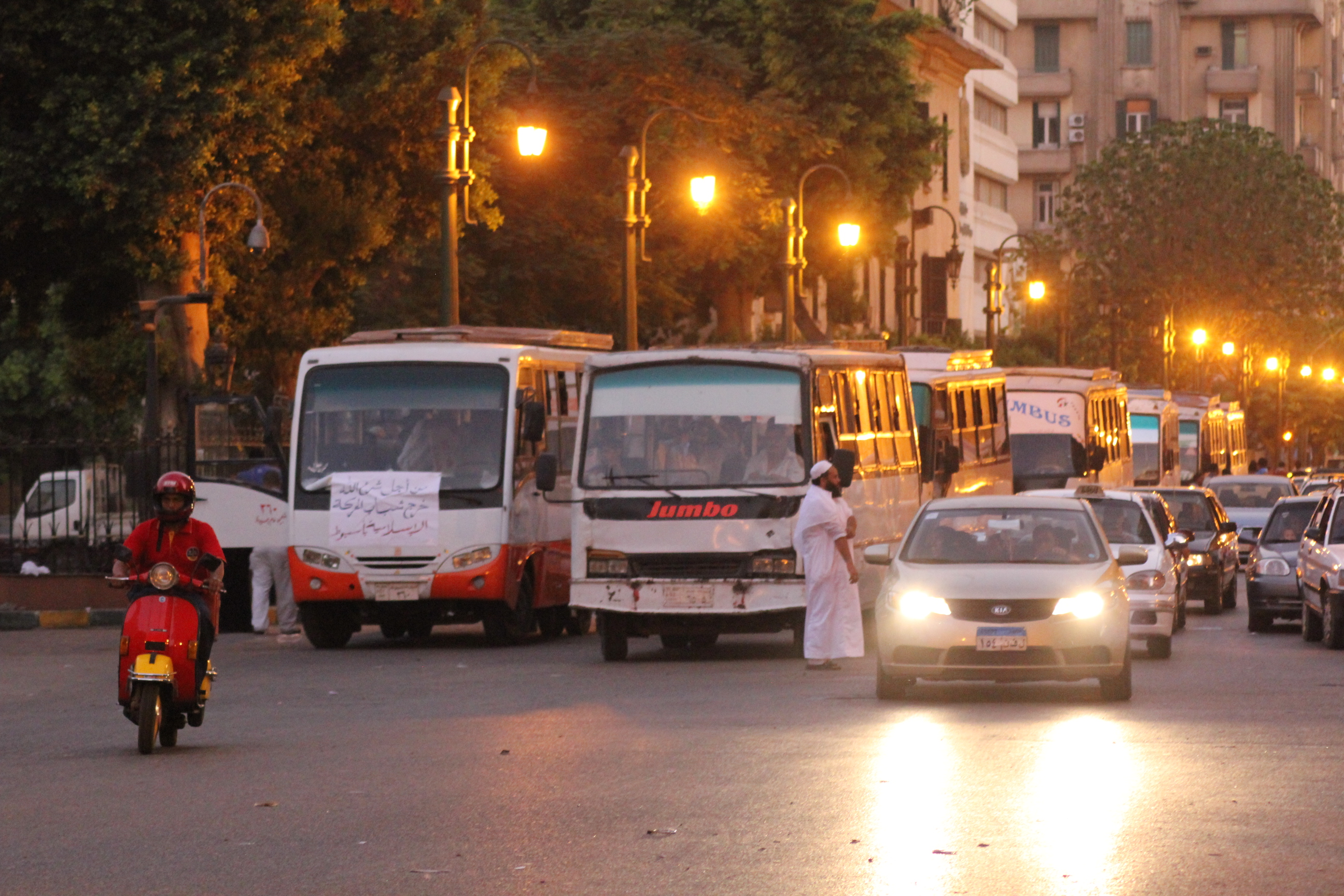

Автомобильная промышленность в Египте существует уже более 50 лет. В Египте ежегодно продаётся 200 000 автомобилей, по этому показателю страна является второй в Африке и 42-й в мире. Ежегодно в стране производится 70 000 автомобилей.

## История
История автомобильной промышленности Египта началась в 1961 году, когда была основана государственная компания EI Nasr Automotive Manufacturing Company. Она стала первым автопроизводителем в арабских странах (тогда большинство из них только получили независимость). Первоначально продукцией компании были автомобили на базе марки Fiat, которые производились под собственным брендом. Лишь некоторое время спустя была выпущена первая собственная модель, названная Nasr 128 GLS, ставшая одним из самых продаваемых автомобилей в стране на некоторое время.
В 1974 году президент Анвар Садат решил перейти к открытой экономической политике. В 1980-е годы многие зарубежные автопроизводители стали экспортировать в Египет свои автомобили. В 1985 открывается совместное предприятие General Motors и Al-Monsour Automotive Company(эта компания занимается импортом автомобилей в стране).
В 1990-е годы и позднее многие мировые автопроизводители стали открывать в Египте заводы для производства автомобилей.
Арабская весна (события в Египте тех времён принято называть Революцией 25 января) сильно повлияла не только на автомобильную индустрию, но и на промышленность в целом. Если в 2010 году в стране производилось 116 000 автомобилей, то к 2017 году оно сократилось до 36 000. Множество автопроизводителей закрыли свои заводы в стране.

## Заводы и рынок
Сейчас автомобильная индустрия — одна из важнейших в стране. Сейчас в Египте построено около 83 предприятий, имеется в сумме 75 000 рабочих мест. Но в настоящее время лишь 35 человек из 1000 в стране владеют автомобилем (в Алжире, для сравнения, таких людей уже 130 из 1000).